# Wisława Szymborska
Wisława Szymborska, Maria Wisława Anna Szymborska (født 2. juli 1923, død 1. februar 2012) var en polsk digter, essayist, litteraturkritiker og oversætter af fransk litteratur.
I 1996 fik Szymborska nobelprisen i litteratur.
Szymborska blev født i Bnin (nu en del af Kórnik) nær Poznań i Polen. I 1931 flyttede hendes familie til Kraków, hvor hun boede hele sit liv.
I marts 1945 publicerede Szymborska sin første digt, "Szukam słowa" ("Jeg søger ordet") i dagbladet Dziennik Polski. Fra 1945 til 1948 læste hun polsk og sociologi ved Jagielloński-universitetet i Kraków. I 1953 begyndte hun at arbejde på det litterære blad Życie Literackie (Litterært liv) og arbejdede der indtil 1981.
Hun døde 1. februar 2012 i sit hjem i Kraków, 88 år gammel.